# Weichering
Weichering település Németországban, azon belül Bajorországban. Lakosainak száma 2490 fő (2023. december 31.).

## Népesség
A település népessége az elmúlt években az alábbi módon változott:
| Lakosok száma | 529  | 1094 | 1135 | 1854 | 2313 | 2378 | 2460 | 2461 | 2480 | 2490 |
|               | 1875 | 1950 | 1975 | 1987 | 2012 | 2014 | 2016 | 2017 | 2021 | 2023 |